# Région Donau-Iller
La Région Donau-Iller est une région de planification allemande s'étendant sur les Lands de Bavière et du Bade-Wurtemberg. Elle est composée de la ville-arrondissement d'Ulm, de l'arrondissement d'Alb-Danube et de l'arrondissement de Biberach dans le Bade-Wurtemberg, et de la ville indépendante de Memmingen, de l'arrondissement de Guntzbourg, de l'arrondissement de Neu-Ulm et de l'arrondissement d'Unterallgäu en Bavière.

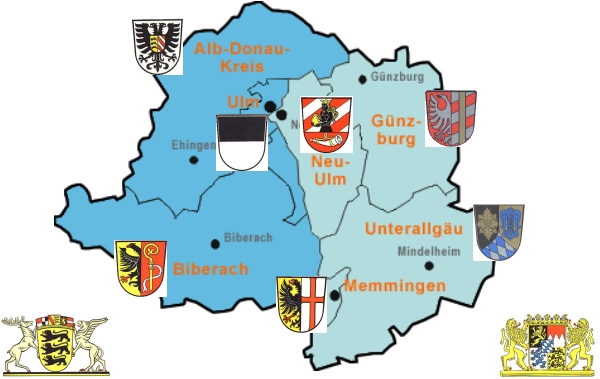
Carte de la Région Donau-Iller.

Au 31 décembre 2009, la Région Donau-Iller comptait 963 565 habitants sur une superficie de 5 464,17 km2.